# Kapplöpningen om Afrika

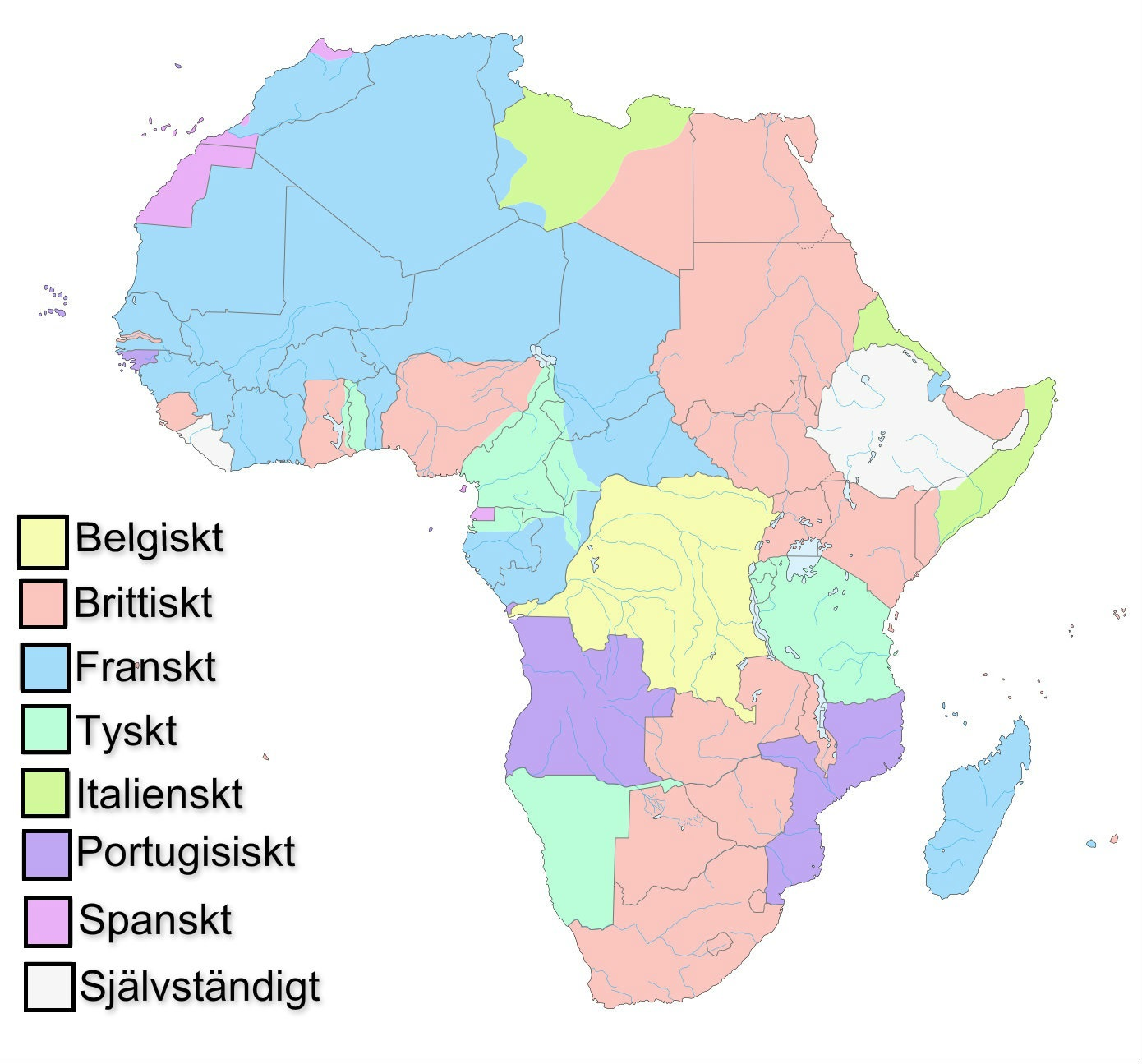
Afrikanska områden kontrollerade av europeiska kolonialmakter 1913, visade tillsammans med de nuvarande nationsgränserna.

Kapplöpningen om Afrika eller Afrikas delning kallas de koloniseringar och territoriekonflikter i Afrika som utspelades mellan imperialistiska europeiska länder från början av 1880-talet till första världskrigets utbrott 1914.
Under den senare hälften av 1800-talet förändrades imperialismens karaktär från ett "informellt" kontrollsystem genom militärt inflytande och ekonomisk dominans till formellt direktstyre. De konkurrerande länderna Storbritannien, Frankrike, och kejsardömet Tyskland tvistade om territorialanspråken, och var flera gånger nära ett krigsutbrott. Försök att medla kolonialanspråken misslyckades, och dispyter över Afrika var en av faktorerna som ledde till första världskrigets utbrott.

## Exploateringen av kontinenten

### Kartläggning
Västerländsk utforskning och exploatering av Afrikanska områden hade börjat i slutet på 1700-talet. 1835 hade européer kartlagt största delen av nordvästra Afrika. Bland de mest kända europeiska upptäcktsresande var David Livingstone, som kartlade det väldiga inre delarna av Afrika, och Alexandre de Serpa Pinto, som korsade både södra och centrala Afrika. Expeditioner på 1850- och 1860-talen av Richard Burton, John Speke och James Grant lokaliserade de stora centrala sjöarna och Nilens källa. Vid slutet av århundradet hade européer kartlagt Nilen från dess källa; loppet hos Niger-, Kongo- och Zambezifloden hade också kartlagts och omvärlden insåg nu vilka resurser som fanns i Afrika.

### Kolonisation
Vid år 1875 var de enda större kolonierna det franska Algeriet, vars erövring hade börjat på 1830-talet trots Abd al-Qadirs starka motstånd och Kabylernas uppror på 1870-talet, den brittiska Kapkolonin och Angola som hölls av portugiserna.
Teknologiska framsteg underlättade fortsatt kolonisering. Industrialiseringen gav snabb utveckling inom transport och kommunikation, speciellt i form av ångfartyg, järnvägar och telegrafer. Medicinska framsteg var också viktiga, särskilt medicin mot tropiska sjukdomar. Framtagandet av kinin, ett läkemedel mot malaria, möjliggjorde stora erövringar i tropikerna.

### Delningen
I mitten av 1800-talet var de europeiska besittningarna mestadels bundna vid kusterna. De hade i regel uppstått ur handelsfördrag och utgjorde först enstaka faktorier, kring vilka sedan större nybyggen växte upp. Men med början av 1880-talet greps de stora europeiska staterna av kolonifeber och begär att vinna så stora stycken som möjligt av de politiskt maktlösa länderna i Afrika. Man kan med rätta tala om Afrikas delning såsom en epokgörande tilldragelse. Impulsen därtill gavs av flera faktorer, bland annat behovet av nya marknader för den europeiska industrin och upprättandet av Tyska riket. Denna Afrikas delning gav anledning till slutandet av en följd traktater mellan europeiska regeringar inbördes samt mellan dessa och infödda afrikanska hövdingar över större och mindre landsträckor, vilka sedan som kolonier, protektorat eller intressesfärer blev införda under europeiskt maktområde.
Vid denna delning spelade särskilt tre makter en viktig roll, nämligen Frankrike, Storbritannien och Tyskland. Under den stora kapplöpningen förekom talrika intressekonflikter och hotande ansatser till sammanstötningar. Särskilt märks Fashodakonflikten 1898 mellan Storbritannien och Frankrike samt konflikten mellan Frankrike och Tyskland 1911, den så kallade Agadiraffären.

#### Frankrike
Början av den inbördes tävlan mellan stormakterna gjordes av fransmännen som omkring 1880 ägde några obetydliga landsträckor i Senegambien och på Guineakusten, några små öar nära Madagaskar samt Algeriet genom att några områden vid Gabon utvidgades 1877 med tillägg av bakom liggande länder samt förvärvandet av Tunisien 1881. År 1885 tillerkändes Frankrike på Berlinkonferensen hela Franska Kongo som sedan sammanbands med landet vid Sharifloden och öster om Tchadsjön, vilket blev franskt.
Området sydöst om Senegambien lades under fransk överhöghet. Hela landet kring övre Nigers sydliga bifloder blev franskt och Senegambien sammanbands med kuststräckan på Elfenbenskusten. Fransmännen ägde dessutom en besittning på Slavkusten i Dahome, som de köpt av Dahomes konung 1878 och som 1883 och 1885 alltmer utvidgades åt norr.
I en tvistefråga av stor betydelse fick Frankrike ge efter, nämligen "Fashodaaffären", varigenom Frankrike tvangs att draga sig tillbaka från Nildalen och en ny gräns bestämdes mellan brittiska och franska intressesfärerna genom ett fördrag 1899.
Frankrike ockuperade 1895 ön Madagaskar, som sedan 1883 stod under dess protektorat och 1896 förklarades som fransk koloni. Franska Somaliland vid Bab al-Mandabsundet bildades 1896.
Under de följande åren sökte nu de tre makterna att vinna områden längre norrut på Guineakusten. Det uppstod härvid en hetsig kapplöpning mellan särskilt Tyskland och Frankrike, vilken bilades genom ett fördrag 1897, som fastslog gränsen för Togo i öster och norr, men Frankrike fick öppen väg från Dahome till Niger. Även med Storbritannien, som ogillade fransmännens framryckande, fördes underhandlingar. År 1890 slöts en överenskommelse, genom vilken övre Niger blev franskt och nedre Niger engelskt samt en demarkationslinje drogs från Say till Tchadsjön. Långvariga förhandlingar mellan länderna avslutades först genom Nigerkonventionen 1898, varvid Frankrike till Storbritannien avstod ett stort stycke vid Niger, men å andra sidan erhöll några mindre viktiga områden i utbyte.

#### Storbritannien
Samtidigt utvidgade Storbritannien sin maktställning. Egypten ockuperades 1882, Brittiska Somaliland grundades 1884, områdena vid Nedre Niger togs i besittning 1886 och Bechuanaland 1885. Brittiska Sambesiområdet innefattade då alla engelska besittningar i Central-Afrika, från Tanganika och Njassa i norr till Molopofloden i söder.

#### Tyskland
Som ny kolonialmakt uppträdde Tyskland från 1884 genom upprättandet av kolonierna Tyska Sydvästafrika, Kamerun och Togo samt Tyska Östafrika.

#### Italien
Italien organiserade ett 1879 vid Röda havet förvärvat och senare utvidgat område till kolonin Italienska Eritrea 1890. Italienska Somaliland på Afrikas horn bildades 1889.

#### Belgien
På Kongokonferensen 1885 ställdes Kongostaten under belgiske konungens suveränitet.

#### Övrig kolonisation
Här kan nämnas bildandet av Rhodesia, boerkriget, Sydafrikanska unionens bildande, Kongostatens förvandling till belgisk koloni 1908, Italiens misslyckade försök på 1890-talet att hävda sitt övervälde över Abessinien och dess erövrande av Tripolis från Turkiet 1912 samt Marockos ställande under franskt protektorat 1911. Liberia ställdes 1912 under USA:s finansiella kontroll.
Det måste också nämnas att även Portugal och Spanien hade kolonier i Afrika långt före kapplöpningens början.

## Efter första världskriget
Efter första världskriget ändrades Afrikas politiska indelning väsentligt sedan 1900-talets början och särskilt genom freden i Versailles 28 juni 1919.
I Afrika fanns efter kriget endast tre självständiga stater nämligen konungariket Egypten, republiken Liberia och konungariket Abessinien. Tanger bildade med sitt område en internationell zon. För övrigt var hela världsdelen uppdelad på kolonier åt europeiska makter.
Efter ihärdig kamp för sina kolonier förlorade Tyskland genom Versaillesfreden sin ställning som kolonialmakt, och dess forna kolonier i Afrika. Dessa uppdelades så, att av Togo tillföll omkring en tredjedel Storbritannien och två tredjedelar Frankrike. Av Kamerun tillföll största delen Frankrike och en mindre del Storbritannien. Tyska Sydvästafrika tilldelades Sydafrikanska unionen som mandatområde under Nationernas förbund. Tyska Östafrika tilldelades till större delen Storbritannien (Tanganjikaterritoriet) som mandatområde och till en mindre del (distrikten Ruanda och Urundi) Belgien.